# Фике, Мари Ортанс

Поль Сезанн. Мадам Сезанн в красном платье ок. 1890, Художественный музей Сан-Паулу

Мари Ортанс Фике Сезанн (фр. Marie-Hortense Fiquet Cézanne; 22 апреля 1850, Салиньи, Франция — 1 августа 1922, Париж, Франция) — французская натурщица и жена художника Поля Сезанна, который написал 27 её портретов в период с 1869 по конец 1890-х годов.

## Биография
Мари Ортанс Фике родилась в Салиньи (французский департамент Юра) 22 апреля 1850 года. В 1869 году она познакомилась с Сезанном в Академии Сюиса, парижской художественной школе, которая служила части крупных художников как место для встреч друг с другом и для рисования моделей, которые там работали. Фике в то время была продавщицей книг или переплётчицей, совмещая эти занятия с подработкой в качестве модели. У Фике с Сезанном завязались отношения, и когда в 1871 году началась Франко-прусская война, они вместе уехали из Парижа в Л'Эстак, находящийся в окрестностях Марселя. Боясь впасть в немилость у своего отца, Луи-Огюста Сезанна, состоятельного банкира, и тем самым поставить под угрозу своё денежное содержание, Поль Сезанн старательно скрывал свою связь с Фике. Так, сам факт существования их сына Поля, появившегося на свет в 1872 году, держался в тайне от Луи-Огюста в течение нескольких лет.
Фике и Сезанн сочетались браком 28 апреля 1886 года в присутствии родителей художника, хотя к тому времени он уже успел охладеть к Марии Ортанс, о чём публично заявлял. Имевшая тягу к хорошей жизни, Фике большую часть своей супружеской жизни провела отдельно от мужа. После смерти Луи-Огюста Сезанна, случившейся в том же году, молодожёны расстались. Художник переехал к своей сестре и матери, отозвавшись о Фике следующим образом: «Моя жена любит только Швейцарию и лимонад». Психологическую дистанцию, образовавшуюся между мужем и женой, можно отметить в портретах Фике, где она производит впечатление погружённой в себя женщины.
В итоге Фике поселилась в Париже. Хотя Сезанн и продолжал писать её портреты до 1890-х годов, он лишил её наследства. После смерти художника в 1906 году их единственный ребёнок, Поль (1872—1947), унаследовал всё имущество своего отца. Сумму, которую Мари Ортанс получила от своего сына, она проиграла в азартные игры, к которым имела пристрастие.

## В литературе
Фике, возможно, послужила прототипом для одной из героинь романа Эмиля Золи «Творчество», который начал публиковаться частями за год до свадьбы Сезанна. Золя был другом Сезанна ещё со школьных времён, а этот роман вызвал некоторое напряжение в их отношениях.
Кристин, героиня этого романа Кристина, работающая моделью, выходит замуж за художника. Однако книга не является строго биографической; так, Кристин позирует обнажённой, что совсем не соответствует целомудренным портретам Фике, написанным Сезанном, и скорее может служить отсылкой к картине «Завтрак на траве» Эдуарда Мане, для которого позировала жена последнего Сюзанна.